# Kim Ji-yoo
Dans ce nom coréen, le nom de famille, Kim, précède le nom personnel.
Pour les articles homonymes, voir Kim.
Kim Ji-yoo, née le 14 juillet 1999 à Séoul est une patineuse de vitesse sur piste courte sud-coréenne.

## Biographie
En 2016, elle remporte le 1000 m en Coupe du monde à Salt Lake City.
En 2017, elle obtient le bronze du 500 m aux Championnats du monde de patinage de vitesse sur piste courte 2017.
Aux Championnats du monde junior de patinage de vitesse sur piste courte 2018, elle remporte la compétition devant Courtney Sarault et Maame Biney.